# Бакасси
Бакасси (Бакаси, фр. Bakassi) — полуостров в Западной Африке, расположен юго-восточнее Калабара, омывается Биафрским заливом Гвинейского залива Атлантического океана. Площадь полуострова составляет 665 квадратных километров. С 14 августа 2008 года полуостров Бакасси принадлежит Камеруну, являясь крайней юго-западной частью департамента Ндиан Юго-Западного региона. До этого полуостров Бакасси входил в состав Нигерии, но по решению Международного суда ООН вынесенному 22 ноября 2007 года он должен был быть передан Камеруну. Несмотря на это, сенат Нигерии не признал данное решение, так как оно противоречило конституции страны.